# VW EA855 evo
Der VW EA855 evo (EA=Entwicklungsauftrag) ist ein Fünfzylinder-Ottomotor der Volkswagen AG/Audi AG. Der größte Unterschied zum EA855 ist der Motorblock, der beim EA855 evo aus Aluminium statt aus Grauguss gefertigt wird, damit wurde beim evo gegenüber seinem Vorgänger 18,8 kg Gewicht eingespart.

## Technik
Die Nockenwellen des EA855 evo werden über einen Kettentrieb angetrieben, der vor dem Getriebe sitzt. Die Zylinderwände dieses Motors sind mit durch Plasmaspritzen aufgetragenem Stahl beschichtet. Die Beschichtung hat eine Stärke von 0,1 bis 0,2 mm. Durch weitere Gewichtsoptimierungen zum Beispiel an Kolben, Kurbelwelle, Pleueln und der Ölwanne wurde der Motor insgesamt 26 kg leichter als sein Vorgänger.
Bei diesem Modell gibt es zudem Neuerungen in der Ölversorgung durch eine drehzahlunabhängig stufenlos regelbare Flügelzellen-Ölpumpe.
Der Motor hat wie sein Vorgänger einen Hubraum von 2480 cm³, sowie eine Bohrung von 82,5 mm und einen Hub von 92,8 mm, jedoch wurden die Kolbenbolzen auf 23 mm Durchmesser vergrößert. Die Hauptlagerschrauben haben eine Gewindegröße von M10 und die Hauptlager eine Größe von 52 mm. Die Hauptlagerschalen haben eine spezielle Beschichtung, die den Verschleiß bei Nutzung der Start-Stopp-Automatik reduziert.

## Verwendung
Der Motor wird mit den Kennbuchstaben DNWA (Motor mit Partikelfilter) und DAZA (Motor ohne Partikelfilter) im Audi TT RS FV (2016–2023), Audi RS3 (seit 2017) wie auch im Audi RS Q3 F3 (2019–2023) eingesetzt. Von 2021 bis 2023 kam er auch im Cupra Formentor VZ5, mit einer Leistung von 390 PS zum Einsatz, damit fand der Motor der Baureihe EA855 erstmals außerhalb eines Audi-Modells Verwendung.